# Rádio Nacional de Angola

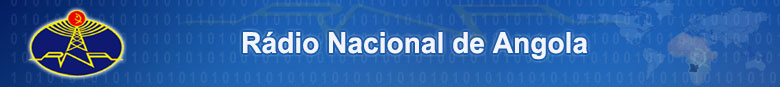
Logo de la Rádio Nacional de Angola.

Rádio Nacional de Angola est la compagnie de radiodiffusion publique de la république d'Angola. Basée à Luanda, elle opère cinq stations de radio dans la capitale (Canal A, Rádio N'Gola Yetu, Rádio Luanda, Rádio FM Estério, Rádio 5), dix-huit stations régionales (une par province) et une station de radio internationale (Serviço Internacional). Un réseau d'émetteur permet de couvrir la totalité du pays, que ce soit en modulation de fréquence (61 fréquences FM, principalement dans les grandes villes), en ondes moyennes (23 fréquences) ou en ondes courtes (10 fréquences). La radio nationale angolaise gère également 30 centres de transmission et un centre de formation.
Rádio Nacional de Angola a une mission de service public, et se veut garante de la liberté d'expression et du droit à l'information. Elle veut mettre en avant les différentes facettes du peuple angolais, sa culture et ses coutumes. Ainsi, si la plupart des émissions sont en portugais, elle diffuse également de nombreux programmes dans les différentes langues nationales du pays (kikongo, kimbundu, tchokwé, oumboundou, kuanyama, lingala...). Le service extérieur de la radio angolaise diffuse également en anglais et en français.